# جان بيير توكوتو
جان بيير توكوتو (26 يناير 1948

 في دوالا) (بالفرنسية: Jean-Pierre Tokoto)‏ لاعب كرة قدم كاميروني معتزل كان يجيد اللعب في مركز الوسط المهاجم .
لعب توكوتو في أندية أوريكس دوالا (حتى 1968) مرسيليا (1968-1969) باريس نيويلي (1969-1970) باريس جوينفيل (1970-1971) مرسيليا مجددا (1971-1972) بوردو (1972-1975) باريس سان جيرمان (1975-1978) بوردو مجددا (1977-1978) بيزيرز (1978-1980) نيو إنغلاند تي مين (1980-1981) .
تم استدعاء توكوتو للمشاركة مع منتخب الكاميرون في بطولة كأس العالم لكرة القدم 1982 التي أقيمت في إسبانيا . شارك توكوتو بديلا في أول مباراتين أمام منتخبي بيرو وبولندا وانتهتا بالتعادل 0/0 بينما شارك أساسيا في المباراة الثالثة أمام منتخب إيطاليا التي انتهت بالتعادل 1/1 وبالتالي احتلال المركز الثالث والخروج من منافسات البطولة .
حاليا يتولى توكوتو إدارة نادي يحمل اسمه (نادي توكوتو لكرة القدم) ويقع في شيكاغو بالولايات المتحدة .

## روابط خارجية
- جان بيير توكوتو على موقع الاتحاد الدولي (مؤرشف)  (الإنجليزية)
- جان بيير توكوتو على موقع قاعدة بيانات كرة القدم.إي يو (الإنجليزية)
- جان بيير توكوتو على موقع ليكيب (الفرنسية)
- جان بيير توكوتو على موقع ناشيونال فوتبول تيمز (الإنجليزية)
- جان بيير توكوتو على موقع كووورة